# Universum Film AG
Universum Film AG, (originalment Universum Film Aktiengesellschaft) també coneguda com a UFA, va ser el principal estudi cinematogràfic d'Alemanya, i un dels majors del món, des de l'època de la República de Weimar fins a la fi de la Segona Guerra Mundial. Encara continua en actiu, produint tant pel·lícules com programes de televisió, el que la converteix en la companyia cinematogràfica més longeva d'Alemanya.
Actualment la UFA GmbH pertany al conglomerat mediàtic internacional Bertelsmann, i és de les majors empreses alemanyes en l'àmbit de producció televisiva i cinematogràfica.

## Història
UFA va ser fundada el novembre de 1917 a Berlín com una empresa estatal destinada a produir propaganda per a la Primera Guerra Mundial i pel·lícules de servei públic. Es creava a través de la consolidació de la majoria de les companyies cinematogràfiques comercials d'Alemanya, incloent-hi Nordisk i Decla. L'anterior propietari de Decla, Erich Pommer, va fer de productor a la pel·lícula El gabinet del dr. Caligari, que no només va esdevenir el millor exemple d'Expressionisme alemany i una pel·lícula enormement influent, sinó també un èxit comercial. Durant el mateix any, UFA obria l'UFA-Palast am Zoo theatre a Berlín.
Pressionat per la potència de la indústria nord-americana, a finals de 1921 UFA es va fusionar amb Decla-Bioscop, "amb suport del govern, industrial i bancari" esdevenint, de facto, en una empresa monopolística en una indústria que produïa al voltant de 600 pel·lícules cada any i atreia un milió de clients tots els dies. En els anys del cinema mut, quan les pel·lícules eren més fàcils d'adaptar per als mercats exteriors, UFA va començar a desenvolupar una reputació internacional, sent la major competència per a les empreses de Hollywood.
Durant els anys de la República de Weimar l'estudi produïa i exportava un enorme nombre de treballs, si bé actualment es conserva, aproximadament, un 10% de la producció de l'estudi d'eixes dates. Els directors més famosos que treballaven a UFA eren: Fritz Lang i F. W. Murnau, directors de Dr. Mabuse, der Spieler (1922), Metropolis (1927), i la primera pel·lícula sonora de Marlene Dietrich, Der blaue Engel (1930).

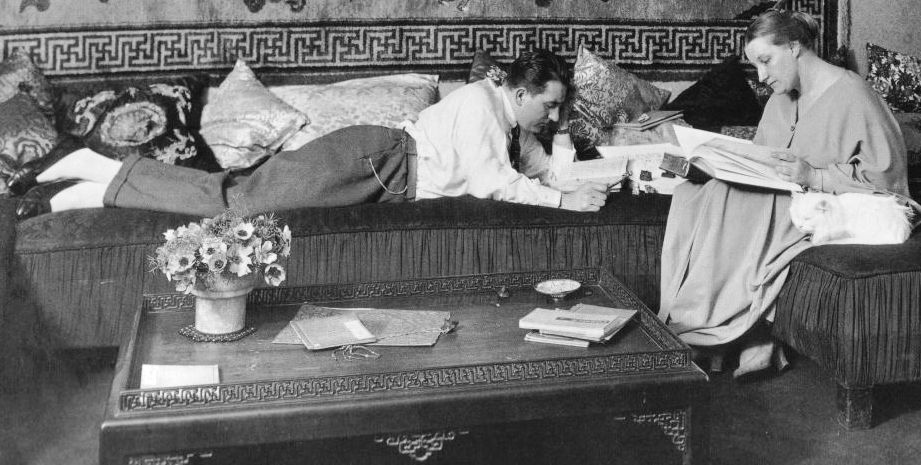
Fritz Lang i la seva dona, la guionista Thea von Harbou, al seu apartament de Berlín a principis dels anys 20.

A banda de produir experiments avantguardistes i pel·lícules esborronadores on es mostraven els carrers alemanys un dia qualsevol, UFA era també l'estudi del bergfilm, un gènere únicament alemany que glorificava i idealitzava l'escalada, l'esquí i altres esports de muntanya. El gènere bergfilm va ser cultivat principalment pel director Arnold Fanck, a pel·lícules com La Muntanya Sagrada (1926) i Èxtasi Blanc (1931) destacables per l'aparició de la llegenda de l'esquí austríaca Hannes Schneider i un jove Leni Riefenstahl.
L'estudio va patir problemes financers a finals dels anys 20, en part com a resultat de la cara producció de Metropolis, i Alfred Hugenberg va prendre les regnes de la companyia el març de 1927. Hugenberg estava connectat a Krupp i tenia simpaties pel Nazisme, així que la companyia va ser una productora de pel·lícules de propaganda nazi arran de l'arribada al poder d'Adolf Hitler en 1933. Joseph Goebbels, ministre de propaganda nazi, tenia gran influència a l'estudi i podia controlar el contingut de les pel·lícules que allà es feien, pel que molts treballadors, com Fritz Lang, van refugiar-se a Hollywood.

Cartell de Metropolis, pel·lícula d'UFA.

Durant els anys 30 Ufa produïa tant musicals com comèdies (protagonitzades per autèntics talents com Truus Van Aalten) –; i, amb l'arribada del Partit Nacional Socialista al poder, odiosos exemples de propaganda antisemítica. En 1937 els nazis compraren un 72% de les accions d'UFA, i el 1942 la companyia era nacionalitzada totalment pel Tercer Reich, qui la utilitzaria com a base per a la indústria cinematogràfica estatal alemanya. L'estructura de l'estudi també va servir d'exemple per a la Manshu Eiga Kyokai o "Productora cinematogràfica de Manxúria", homòloga japonesa d'UFA.
Després que amb la fi de la Segona Guerra Mundial UFA cessés l'activitat, el nom de la companyia es trobava tan lligat al del Tercer Reich que fins i tot les remissions dels seus productes no polítics sols era possible llevant tota referència a la companyia dels crèdits. A més, els estudis d'UFA estaven situats en la Zona Soviètica d'Alemanya i s'incorporarien posteriorment a la República Democràtica Alemanya.
Una nova companyia, Deutsche Film AG (DEFA) va continuar amb la tradició d'UFA, amb molts directors que tornaven d'exili, i amb actors i tècnics de l'antiga companyia. Durant els anys 60, el nom i logo d'UFA van ser utilitzats per una cadena de cinemes d'Alemanya Occidental. Amb la Reunificació alemanya el 1990, DEFA va fer fallida, però als estudis d'UFA a Babelsberg ara hi trobem cert nombre de companyies de producció independents així com un museu i un parc d'atraccions dedicat a la història del cinema alemany. Hi va haver diversos intents de ressuscitar la companyia a Alemanya Federal, però l'empresa tornava a tancar realitzant sols uns pocs films cada vegada. Durant 1991, UFA va tornar, ara com a productora de programes per televisió, formant part de la corporació transnacional Bertelsmann.

## Pel·lícules
L'època de major producció de la UFA va ser entre els anys 1920 i 1940. En aquest període, la UFA va fer grans contribucions a la història del cinema alemany. Algunes de les produccions més importants són: 
- 1922: Dr. Mabuse, der Spieler (Direcció: Fritz Lang)
- 1924: Die Nibelungen (Direcció: Fritz Lang)
- 1924: Der Turm des Schweigens (Direcció: Johannes Guter)
- 1925: Zur Chronik von Grieshuus (Direcció: Arthur von Gerlach)
- 1925: Varieté (Direcció: Ewald Andreas Dupont)
- 1925: Ein Walzertraum (Direcció: Ludwig Berger)
- 1927: Metropolis (Direcció: Fritz Lang) Erster Science Fiction der Welt in Spielfilmlänge und eines der bedeutendsten Werke der Filmgeschichte
- 1928: Spione (Direcció: Fritz Lang)
- 1928: Frau im Mond (Direcció: Fritz Lang) Erfindung des Countdown
- 1929: Melodie des Herzens (Direcció: Hanns Schwarz) Erster deutscher komplett vertonte Spielfilm
- 1930: Der blaue Engel (Direcció: Josef von Sternberg)
- 1930: Die Drei von der Tankstelle (Direcció: Wilhelm Thiele)
- 1930: Einbrecher (Direcció: Hanns Schwarz)
- 1930: Rosenmontag
- 1931: Der Kongreß tanzt (Direcció: Erik Charell)
- 1931: Der Mann, der seinen Mörder sucht (Direcció: Robert Siodmak)
- 1931: Bomben auf Monte Carlo (Direcció: Hanns Schwarz)
- 1931: Meine Frau, die Hochstaplerin (Direcció: Kurt Gerron)
- 1932: Es wird schon wieder besser (Direcció: Kurt Gerron)
- 1932: Ein blonder Traum (Direcció: Paul Martin)
- 1933: Ich und die Kaiserin (Direcció: Friedrich Hollaender)
- 1934: Die Insel
- 1934: Freut Euch des Lebens
- 1935: Der grüne Domino
- 1935: April, April!
- 1935: Der höhere Befehl
- 1935: Das Mädchen vom Moorhof
- 1935: Triumph des Willens (Direcció: Leni Riefenstahl)
- 1935: Einer zuviel an Bord (Direcció: Gerhard Lamprecht)
- 1935: Amphitryon - Aus den Wolken kommt das Glück (Direcció: Reinhold Schünzel)
- 1936: Glückskinder (Direcció: Paul Martin)
- 1936: Schlußakkord
- 1937: Der Mann, der Sherlock Holmes war (Direcció: Karl Hartl)
- 1938: Verklungene Melodie (Direcció: Viktor Tourjansky)
- 1941: Frauen sind doch bessere Diplomaten (Direcció: Georg Jacoby) Erster deutscher Spielfilm in Farbe
- 1942: Die große Liebe (Direcció: Rolf Hansen) Kommerziell erfolgreichster Film im Dritten Reich
- 1943: Münchhausen (Direcció: Josef von Baky) Der Spielfilm in Farbe zum 25. Jubiläum der UFA
- 1944: Die Feuerzangenbowle (Direcció: Helmut Weiss)
- 1945: Kolberg (Direcció: Veit Harlan) Monumentaler Propagandafilm kurz vor dem Zusammenbruch des Dritten Reiches
- 1946: Unter den Brücken (Direcció: Helmut Käutner)
- 2011: Dschungelkind (Direcció: Roland Suso Richter)
- 2012: Das Wochenende (Direcció: Nina Grosse)
- 2012: Jesus liebt mich (Direcció: Florian David Fitz)
- 2013: Der Medicus (Direcció: Philipp Stölzl)
- 2013: Hanni & Nanni 3 (Direcció: Dagmar Seume)
- 2015: Ich bin dann mal weg (Direcció: Julia von Heinze)
- 2016: Mängelexemplar (Direcció: Laura Lackmann)

## Sèries
- des de 1978: SOKO München
- des de 1994: Ein starkes Team
- 1997–2007: Hinter Gittern – Der Frauenknast
- des de 2001: SOKO Leipzig
- 2009–2012: Flemming
- seit 2015: Deutschland 83 / Deutschland 86
- seit 2016: Die Spezialisten – Im Namen der Opfer
- seit 2016: Ku’damm 56 / Ku’damm 59
- seit 2017: Charité

## Formats diaris
Alexandra Neldel va interpretar Lisa Plenske a Verliebt in Berlin
- des de 1992: Gute Zeiten, schlechte Zeiten
- des de 1994: Unter uns
- 1995–2015: Verbotene Liebe
- 2005–2007: Verliebt in Berlin
- 2004–2005: Bianca – Wege zum Glück
- 2005–2009: Wege zum Glück
- 2012: Wege zum Glück – Spuren im Sand